# Actias selene

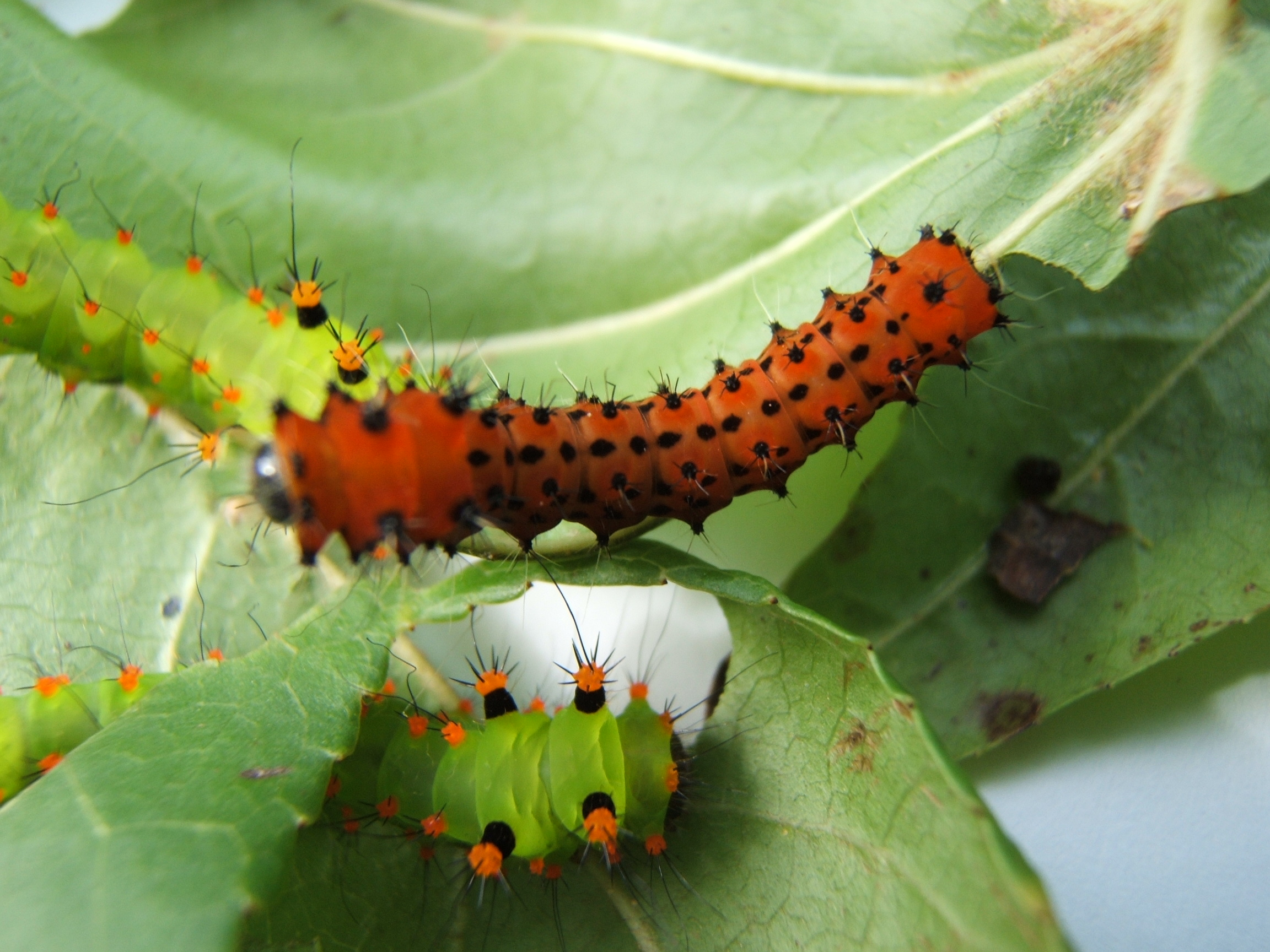
Raupe im zweiten Stadium

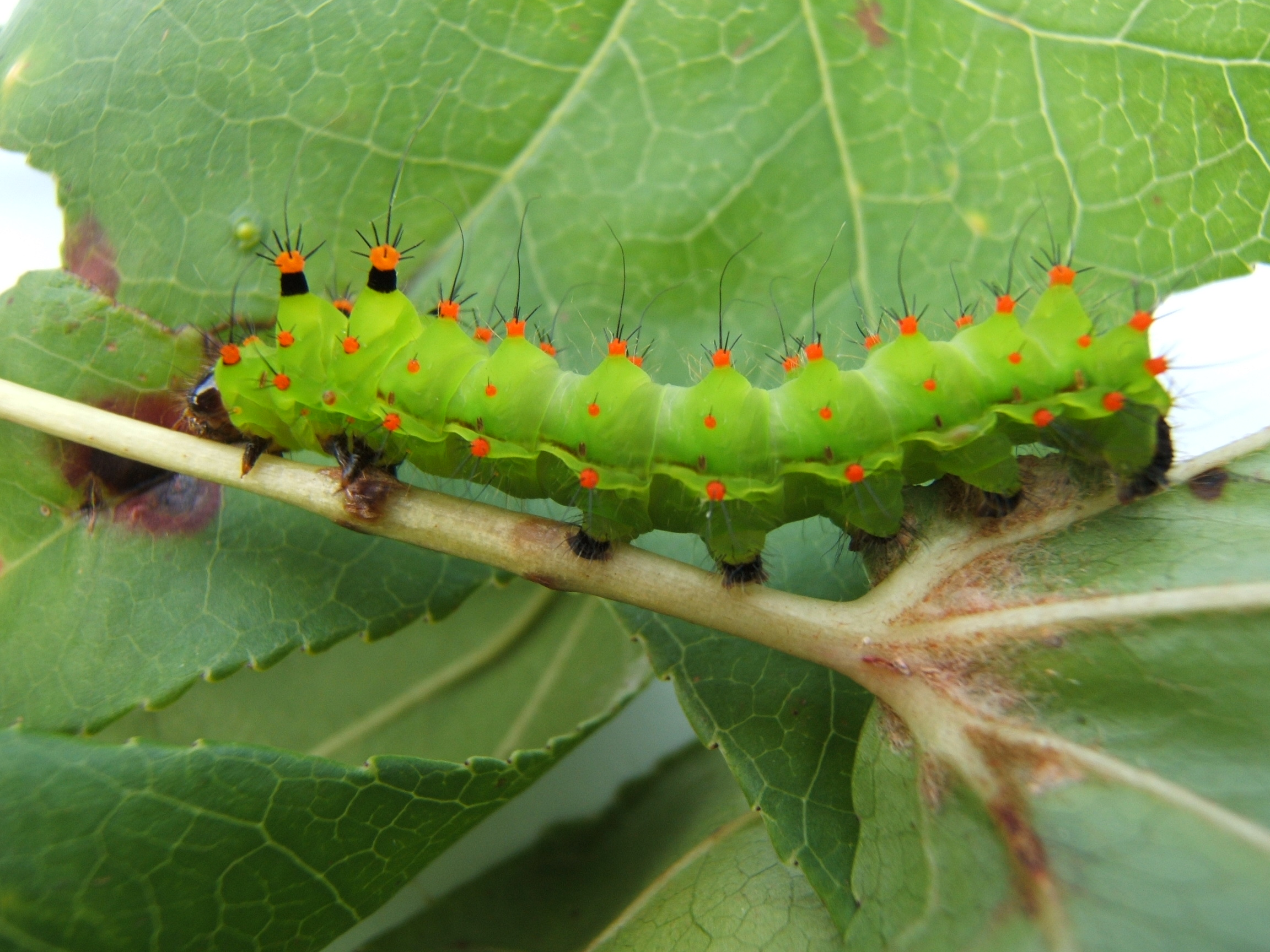
Raupe im dritten Stadium

Actias selene, manchmal auch Indischer Mondspinner genannt, ist ein Schmetterling (Nachtfalter) aus der Familie der Pfauenspinner (Saturniidae).

## Merkmale
Actias selene erreicht eine Flügelspannweite von bis zu 16 Zentimetern. Die Falter haben mintgrün gefärbte Flügel, bei denen der Vorderrand der Vorderflügel rosa und nach innen hin dunkel gefärbt ist. Die Hinterflügel sind zu langen Schwänzen ausgezogen, deren Spitze die Flügelgrundfärbung, die andere Hälfte aber rosa gefärbt ist. Sie tragen auf jedem Flügel je einen, für Pfauenspinner typischen Augenfleck. Diese sind größtenteils rosa gefärbt und leicht gelb gerandet, auf einer Seite sind sie schwarz gefärbt. Die Vorderflügel, besonders die der Männchen, sind „mondförmig“ gewölbt. Auch haben die Männchen im Gegensatz zu den Weibchen große, gekämmte Fühler.
Die Eier sind ca. zwei Millimeter groß, weiß gefärbt und haben eine braune bis schwarze Zeichnung.

## Vorkommen
Actias selene ist in Asien, von Indien und Indonesien im Süden bis Japan im Norden weit verbreitet, wobei sie bis in Höhen von 4.000 Metern anzutreffen sind. Einige Unterarten kommen in Russland, Pakistan, auf den Philippinen und in anderen Teilen Südostasiens vor. 

## Lebensweise
Nach etwa zwei Wochen schlüpfen die Raupen, die anfangs etwa fünf Millimeter lang sind und eine intensiv rote Grundfärbung haben und schwarzen Punktwarzen tragen. Aus diesen Fortsätzen wachst je ein helles Haar, wobei es sich um Brennhaare handelt, die bei Berührung Hautreizungen zur Folge haben. Sie ernähren sich vor allem vom Laub von Amberbäumen (Liquidambar spec.) oder in der Zucht auch von Rhododendren und häuten sich insgesamt viermal. Nach der zweiten Häutung nehmen sie eine grüne Farbe an, und ihre Fortsätze verfärben sich an der Spitze orange. Auch die daraus entspringenden Haare sind zu dieser Zeit schwarz gefärbt. Vor der Verpuppung spinnen sie sich in Kokons aus weißer Seide ein, wobei auch Pflanzenteile mit eingearbeitet werden. Nach drei bis vier Wochen schlüpft die Imago. Die Falter leben nur für kurze Zeit und können, wie auch andere Pfauenspinner, keine Nahrung aufnehmen. Sie paaren sich schon nach ca. 24 Stunden, danach stirbt zunächst das Männchen, das Weibchen lebt nach der Eiablage noch ca. zwei Wochen und stirbt dann ebenfalls.